# Покулитий Костянтин Іванович
Костянтин Іванович Покули́тий (нар. 19 серпня 1934, Дніпропетровськ) — український живописець; член Спілки художників України. Заслужений художник УРСР з 1980 року.

## Біографія
Народився 19 серпня 1934 року у місті Дніпропетровську (тепер Дніпро, Україна). Протягом 1959—1965 років навчався у Київському художньому інституті (викладач Володимир Костецький). Член КПРС з 1973 року. Живе у Києві в будинку на вулиці Курганівській № 3, квартира 29.

## Творчість
Серед робіт:
- «Чабан» (1967);
- «Присяга» (1968);
- «У святковий день» (1969—1970);
- «Мої брати» (1972);
- «На Полтавщині» (1974);
- «Арсенал» (1976);
- «На південному кордоні» (1979);
- «Новобудови Києва» (1984);
- «Вечірня пісня» (1985);
- серія пейзажів України (1987—1991).